# گیوم دیکوایر
گیوم دیکوایر (انگلیسی: Guillaume Dequaire؛ زادهٔ ۱۱ ژوئیهٔ ۱۹۹۰) بازیکن فوتبال اهل فرانسه است.
از باشگاه‌هایی که در آن بازی کرده‌است می‌توان به باشگاه فوتبال اوستنده اشاره کرد.